# Hans Oeschger
Hans Oeschger, né le 2 avril 1927 à Ottenbach et mort le 25 décembre 1998 à Berne, est un géophysicien, glaciologue et climatologue suisse.
Il fait partie des pionniers de l'étude des carottes de glace pour déterminer les climats du passé. Il découvre, en compagnie de Willi Dansgaard, le phénomène qui porte aujourd'hui leur nom, les évènements de Dansgaard-Oeschger.

## Biographie

### Origines et famille
Hans Oeschger naît le 2 avril 1927 à Ottenbach, dans le canton de Zurich. Il est originaire de Zurich et de Gansingen, dans le canton d'Argovie.
Son père, Hans Albin, est pasteur ; sa mère est née Frida Rathgeb.
Il épouse Dora Häuptli en 1955.

### Études et parcours universitaire
Il étudie la physique à l'École polytechnique fédérale de Zurich de 1945 à 1951, puis à l'Université de Berne, où il obtient son doctorat en 1955 à sous la direction de Fritz Houtermans. Sa thèse porte sur le développement d'un compteur pour mesurer la radioactivité de faible intensité, dit compteur d'Oeschger.
Il est privat-docent de physique expérimentale, notamment dans le domaine notamment de la radioactivité, à partir de 1960. Il est nommé professeur extraordinaire en 1963, puis professeur ordinaire en 1971 à l'Institut de physique de l'Université de Berne, dont il fonde le département de physique du climat et de l'environnement en 1963 et qu'il dirige jusqu'à sa retraite en 1992.

## Travaux
Oeschger est le premier à dater « l’âge » des eaux profondes de l'océan Pacifique. Le compteur Oeschger, développé par son équipe, est un instrument de pointe pour mesurer l'activité même faible des radioisotopes naturels ( 3H, 14C, 26Al, 37Ar, 39Ar, 81Kr, 85Kr .
Oeschger est un pionnier dans la recherche sur les carottes de glace et, en collaboration avec ses collègues, il est le premier à mesurer et mettre en évidence les alternances glaciaire-interglaciaire dans le dioxyde de carbone (CO2) d'origine atmosphérique.
En collaboration avec Chester C. Langway et Willi Dansgaard, Oeschger documente une série de changements climatiques brusques dans les carottes de glace du Groenland. Par la suite, des mesures effectuées sur les radioisotopes contenus dans les sédiments carbonatés du lac Gerzensee en Suisse, confirme que ces changements ne sont pas cantonnés localement au Groenland mais affectent tout l'hémisphère nord. Ces phénomènes sont désormais connus sous le nom d'événements Dansgaard-Oeschger.
En 1992, il est co-auteur du premier rapport du Groupe intergouvernemental sur l'évolution du climat (GIEC).

## Opinions
Oeschger exprime publiquement sa préoccupation quant à l’augmentation potentielle de l’effet de serre causé par les émissions anthropiques de CO2 dans l'atmosphère. Il a notamment déclaré : « Le pire selon moi serait que des changements sérieux se produisent dans les 5 ou 10 prochaines années et que nous, les scientifiques, soyons impuissants et n’ayons pas le courage de signaler ces évolutions dangereuses suffisamment tôt. »

## Honneurs et distinctions

### Récompenses
- Médaille Urey de l'Association européenne de géochimie, 1987;
- Cristal de Seligman de la Société internationale de glaciologie, 1991;
- Prix Marcel Benoist, 1990;
- Prix Tyler en sciences de l'environnement, 1996;
- Médaille Roger Revelle de l'Union américaine de géophysique, 1997.

### Hommages
L'Union européenne de géophysique (EGS) crée la médaille Hans Oeschger en son honneur, en 2001.
Le centre d'excellence pour la recherche sur le climat de l'université de Berne (Oeschger Centre for Climate Change Research), fondé en 2007, porte le nom de Hans Oeschger.
Un sommet secondaire du Mont Takahé, en Antarctique, porte le nom de Oeschger Bluff.